# Pieter Jacobus de Beer
Pieter Jacobus de Beer (Rotterdam, 28 september 1919 - 2002) zat tijdens de Tweede Wereldoorlog bij het verzet in Rotterdam. Hij werd Snooker of Witte Piet genoemd.
In november 1942 werd hij gearresteerd door de Sicherheitspolizei. Na een verblijf van een maand in het huis van bewaring Noordsingel werd hij overgebracht naar Haaren.
Hij was tot 25 augustus 1944 leider van de Landelijke Knokploegen (LKP) in het Westen, en werd bijgestaan door V.Ph. ('Martin')  Vermeer voor Noord-Holland, C. Been voor Utrecht en Samuel Esmeijer voor Zuid-Holland. Op 25 augustus werd de landelijke leiding overgedragen aan Jan van Bijnen, Landelijk Sabotage Commandant, en werd Piet de Beer vervangen door gewestelijk sabotagecommandant P W Hordijk. Het hoofdkwartier van de LKP was in Rotterdam en stond onder leiding van Samuel Esmeijer.
Eind september 1944 ging Piet de Beer door de linies en via het bevrijde Zuiden naar Londen met het doel de wapenzendingen te stimuleren. Daarna werd hij door Bureau Bijzondere Opdrachten op 11 november 1944 bij Zevenhoven geparachuteerd en zette hij het verzetswerk voort. Na de arrestatie van Van Bijnen werd hij weer de leider van de Westelijke KP. In januari 1945 ging hij wederom door de linies. Hij kwam met de bevrijding in Nederland terug.
In 1953 werd De Beer onderscheiden met het Bronzen Kruis. Hij woonde toen in Australië.
Zijn broer Gerrit de Beer (1917-1944) zat bij de Westlandse Knokploeg. Hij haalde regelmatig op de Veluwe gedropte wapens op en verstopte die bij zijn a.s. schoonvader in Badhoevedorp. Hij zocht ook in opdracht van de LKP-leiding naar nieuwe droppingsplaatsen. De Rotterdamse KP-er Kees Bitter gaf aan de Duitsers het adres in Badhoevedorp door, waarna daar arrestaties werden verricht. Gerrit werd op 15 december 1944 in Uitgeest gefusilleerd. Bitter werd drie weken later door de KP geliquideerd.

## Onderscheiden
- Bronzen Kruis, 2 mei 1953[2]
- Verzetsherdenkingskruis
- King's Commendation for Brave Conduct, 11 juni 1947